# NGC 6724
NGC 6724 ist ein Asterismus im Sternbild Aquila. Er wurde am 5. September 1828 von John Herschel bei einer Beobachtung mit einem 18-Zoll-Spiegelteleskop entdeckt.